# IC 2149
IC 2149 је планетарна маглина у сазвјежђу Кочијаш која се налази на листи објеката дубоког неба у Индекс каталогу.
Деклинација објекта је + 46° 6' 19" а ректасцензија 5h 56m 23,9s. Привидна величина (магнитуда) објекта IC 2149 износи 10,6 а фотографска магнитуда 11,2. IC 2149 је још познат и под ознакама PK 166+10.1, CS=10.5.